# Смилевич
Смилевич (на сръбски: Смиљевић или Smiljević) е село в Югоизточна Сърбия, Пчински окръг, Град Враня, община Враня.

## География
Селото е разположено в котловината Поляница, северозападно от планинския връх Облик и близо до вододела разделящ котловината от съседната област Иногоща. Отстои на 22,8 км северно от окръжния и общински център Враня, на 6,6 км югозападно от село Урманица, на 3,3 км югоизточно от село Ушевце и на 6,9 км североизточно от село Добреянце.

## История
По време на Първата световна война селото е във военновременните граници на Царство България, като административно е част от Вранска околия на Врански окръг.

## Население
Според преброяването на населението от 2011 г. селото има 67 жители.

### Етнически състав
Данните за етническия състав на населението са от преброяването през 2002 г.
- сърби – 83 жители (100%)